# Rayderley Zapata
Rayderley Miguel Zapata Santana, conegut com a Ray Zapata (Santo Domingo, República Dominicana, 26 de maig de 1993), és un esportista espanyol que competeix en gimnàstica artística, especialista en les proves de terra i salt sobre cavall.
Va participar en tres Jocs Olímpics d'Estiu, els anys 2016, 2021 i 2024, obtenint una medalla de plata a Tòquio 2020, en la prova de terra. Va guanyar una medalla de bronze en el Campionat Mundial de Gimnàstica Artística de 2015 i una medalla d'or en els Jocs Europeus de Bakú 2015.
Dona nom a un element del codi de la FIG, el Zapata, un tipus de salt en terra.

## Biografia
Va arribar a Lanzarote des de la seva República Dominicana natal amb nou anys. Amb onze, es va traslladar a Barcelona per ser entrenat pel bicampió olímpic Gervasi Deferr i per Víctor Cano Segura al CAR de Sant Cugat del Vallès. Posteriorment, al desembre de 2013 va passar a entrenar amb la selecció espanyola al CAR de Madrid.
El 2014 va ser bronze en salt de poltre en la prova de la Copa del Món de Cottbus, i el 2015 va ser quart en terra en aquesta mateixa Copa del Món. Posteriorment al juny va guanyar la medalla d'or en els Jocs Europeus de Bakú 2015, i a l'octubre la medalla de bronze en el Campionat Mundial de Gimnàstica Artística de 2015 celebrat a Glasgow, ambdues en la competició de terra.
Als Jocs Olímpics de Rio 2016 no va poder classificar-se per a la final de la seva especialitat, el terra, i va haver de conformar-se amb l'11è lloc. Al novembre de 2016 va ser plata en terra en la prova de la Copa del Món de Cottbus. Després de fer-lo en aquesta competició, des de 2017 dona nom a un element del codi, el Zapata, un tipus de salt en terra. El 2018, en els Jocs Mediterranis de Tarragona, va obtenir l'or per equips i en terra. En els jocs Olímpics de Tòquio 2020 va assolir una medalla de plata.
En la seva segona participació olímpica, a Tòquio 2020, es va classificar per a la final de terra amb la quarta millor nota. En la final va obtenir una nota de 14,933 punts, la mateixa que el guanyador de la prova, l'israelià Artiom Dolgopiat, però a causa que la dificultat del seu exercici va ser una desena menor, es va haver de conformar amb el segon lloc i la medalla de plata.